# Spaß

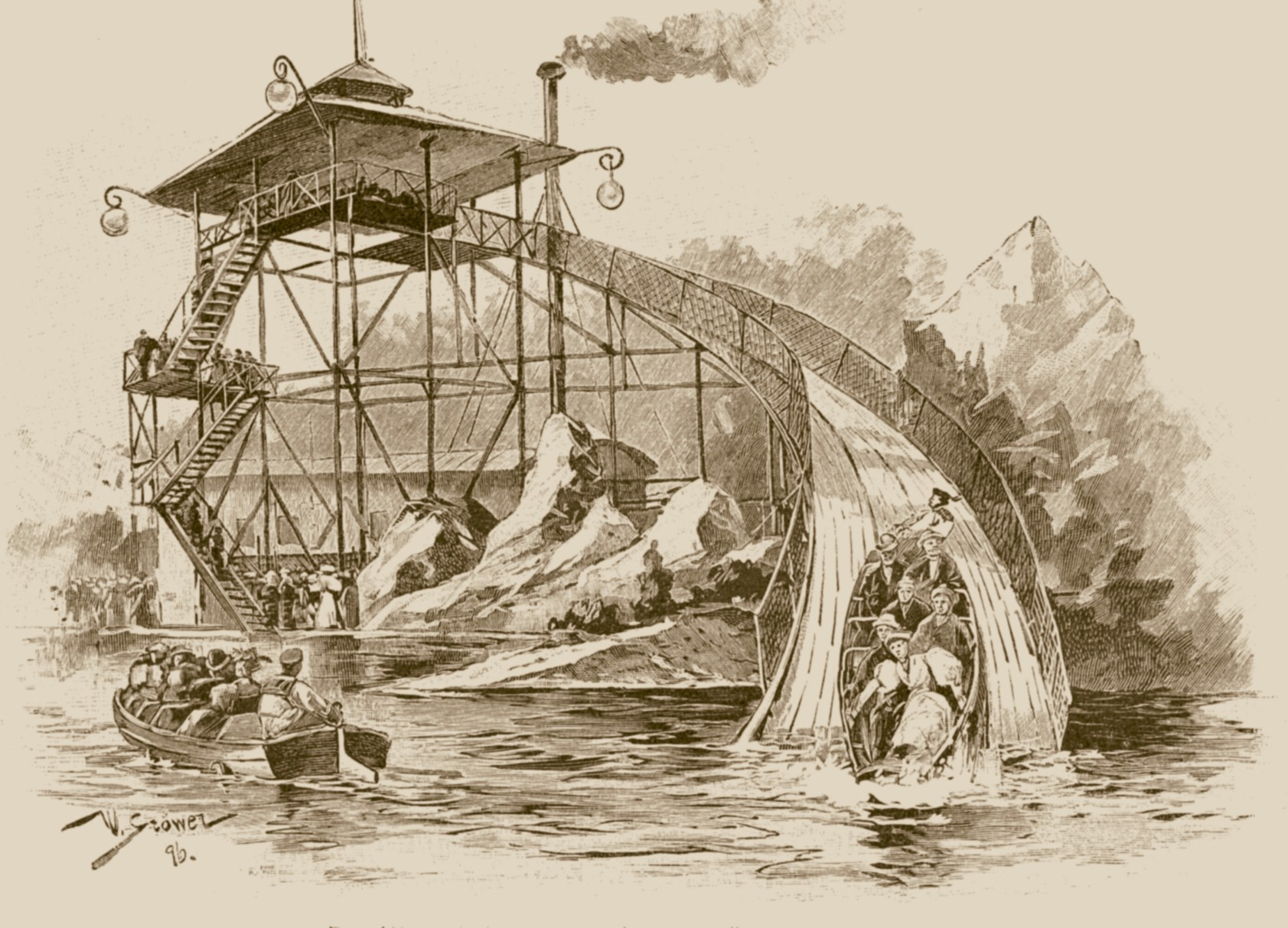
Wasserfahrgeschäft als Spaßattraktion, um 1896

Spaß ist eine im Deutschen seit dem 16./17. Jahrhundert belegte Substantivbildung aus dem italienischen spasso „Zerstreuung, Zeitvertreib, Vergnügen“. Das Wort wurde, angelehnt an das italienische Original, zunächst auch als Spasso geschrieben. Heute wird mit etwas macht Spaß eine Tätigkeit beschrieben, die gerne gemacht wird, die Freude, wobei diese meist nachhaltiger ist, bereitet. Gemäß Duden ist Spaß das Vergnügen, welches bei einem bestimmten Tun aufkommt. Mit jemandem einen Spaß treiben bezeichnet, dass dieser Person ein Streich gespielt wird. Der Spaß ist eine Äußerung, über die gelacht werden kann und gilt als Bestandteil des Humors. Das Wort wird auch synonym zu Jux, Scherz und Witz verwendet. Zugehörige Adjektive sind spaßig und spaßhaft. Als Gegenbegriff gilt der Ernst.

## Problem der Schreibung
Die Regel der reformierten Rechtschreibung, dass nach kurzem Vokal kein Eszett steht, sondern ss geschrieben wird, führt bei Spaß (wie bei einigen anderen Wörtern) zu Schwierigkeiten, weil die Aussprache in den verschiedenen deutschsprachigen Regionen zwischen lang und kurz variiert. Die amtliche Schreibung in Deutschland schreibt jedoch Spaß. In der Schweiz heißt es immer Spass, da der Buchstabe ß nicht verwendet wird. Die offizielle Schreibweise des Wortes in Österreich ist ebenfalls Spaß, jedoch ist auch die Schreibweise Spass erlaubt.

## Komposita-Bildungen
Im Laufe der Jahrhunderte entstanden zahlreiche Komposita, die heute teilweise untergegangen sind oder nur noch dialektal verwendet werden: Spaßetten (Späßchen), Spaßlaberln oder G’spaßlaberln (schöne Brüste). Der Spaßvogel (ein Schalk, Schelm oder Witzbold) als lustiger und witziger Mitbürger ist seit dem 18. Jahrhundert überliefert. Die Spaßgesellschaft hingegen tauchte als sprachliches Konstrukt erst in den 1990er Jahren auf und wurde 2004 in den Wortbestand des Duden aufgenommen. Als Spaßbremse wird hingegen eine Person bezeichnet, die durch Verweis auf problematische Aspekte, Humorlosigkeit oder übertriebenen Ernst anderen die Freude an einer Sache schmälert.

## Bedeutungsverwandte Wörter
In der Oeconomischen Encyclopädie von Johann Georg Krünitz wird der Spaß sorgfältig von der Posse geschieden:

„[…] ein nur im gemeinen Leben, und in der vertraulichen Sprechart übliches Wort, einen jeden Scherz zu bezeichnen, und in so fern ist dieses Wort auch mit Posse, verwandt, nur dass Spaß sich mehr auf einen vertrauten Kreis beschränkt, mehr in engen Zirkeln sein Wesen treibt, und Posse mehr dem öffentlichen Leben angehört. […]“

In Anschluss liefert die Oeconomische Encyclopädie ausführliche Erläuterungen über Spaßmacher, Lustigmacher, Possenreißer, Possenmacher, Spaßmeister, Schalknarr.
Bedeutungsmässig ist Spaß von Freude dadurch abzugrenzen, dass ersteres kurzweiliger und letzteres nachhaltiger ist. Beispiel: Das Erzählen oder Hören eines Witzes oder der Genuss einer Comedy-Sendung verbreitet Spaß, das Spielen/Beherrschen eines Musikinstrumentes o. ä. macht Freude.

## Spaß und ernsthafte Betrachtung
Ein häufiger Begleiter des Spaßes ist die Forderung, ihn zu vermeiden. So Fritz Mauthner in Sprache und Logik (1913), wenn er den Satz vom Widerspruch und den Satz vom ausgeschlossenen Dritten als tiefsinnigen Unsinn betrachtet und verlangt: Lassen wir aber die logischen Kunststücke und anderen Spaß beiseite, […].